# Aedes nummatus
Aedes nummatus é um espécie de mosquito do Género Aedes, pertencente à família Culicidae.